# Pagetopsis macropterus
Pagetopsis macropterus è una specie di pesce attinopterigo appartenente alla famiglia dei Channichthyidae, presente nell'Oceano Antartico.

## Tassonomia
Pagetopsis macropterus fu formalmente descritto per la prima volta nel 1907 come Champsocephalus macropterus dall'ittiologo inglese (ma nato in Belgio) George Albert Boulenger, con il tipo nomenclaturale raccolto vicino a Capo Armitage, sull'Isola di Ross al largo della Terra della regina Victoria. Quando Charles Tate Regan descrisse il genere Pagetopsis questa divenne la sua serie tipo come monospecifico. Solo negli anni '50 del XX secolo si scoprì un'altra specie appartenente allo stesso genere, Pagetopsis maculata. Il nome specifico macropterus significa "dalla grande pinna", un'allusione alle larghe pinna dorsale e pinne ventrali, specialmente in età giovanile.

## Descrizione
Generalmente, denota circa 15 striature scure, più chiare al centro, sul suo corpo grigio-verdastro e strisce nere sulle sue guance, ma con un ventre biancastro. Può crescere fino ad una lunghezza massima di 33 centimetri. La pinna dorsale contiene dai 12 ai 15 raggi spinosi e altri 27-32 raggi molli, mentre la pinna anale ne possiede solamente 24-27. Dalla bocca larga, la mascella termina all'altezza del primo terzo frontale dell'occhio, mostrando due file di denti conici in ciascuna delle fauci. La pinna caudale è quasi tronca ma può presentarsi come arrotondata.

## Distribuzione, habitat e biologia
Pagetopsis macropterus ha una distribuzione circum-antartica sulla piattaforma continentale e sulle Isole Shetland Meridionali. È un pesce demersale e vive a profondità comprese tra i 5 e i 655 metri. La postura difensiva, osservata in uno studio del 1969, prevede lo spalancamento della bocca, allargando gli angoli della cavità orale e l'opercolo, drizzando la pinna dorsale, tenendo le vampanti pinne pettorali in angolo retto rispetto al corpo, piegando quest'ultimo a mezzaluna. Lo stesso studio suggerì che questo comportamento si sviluppò per confondere predatori come la foca di Weddell (che caccia pesantemente questa specie). Gli adulti si cibano di piccoli pesci e krill. Non è di alcun interesse per la pesca commerciale.